# Thrymr

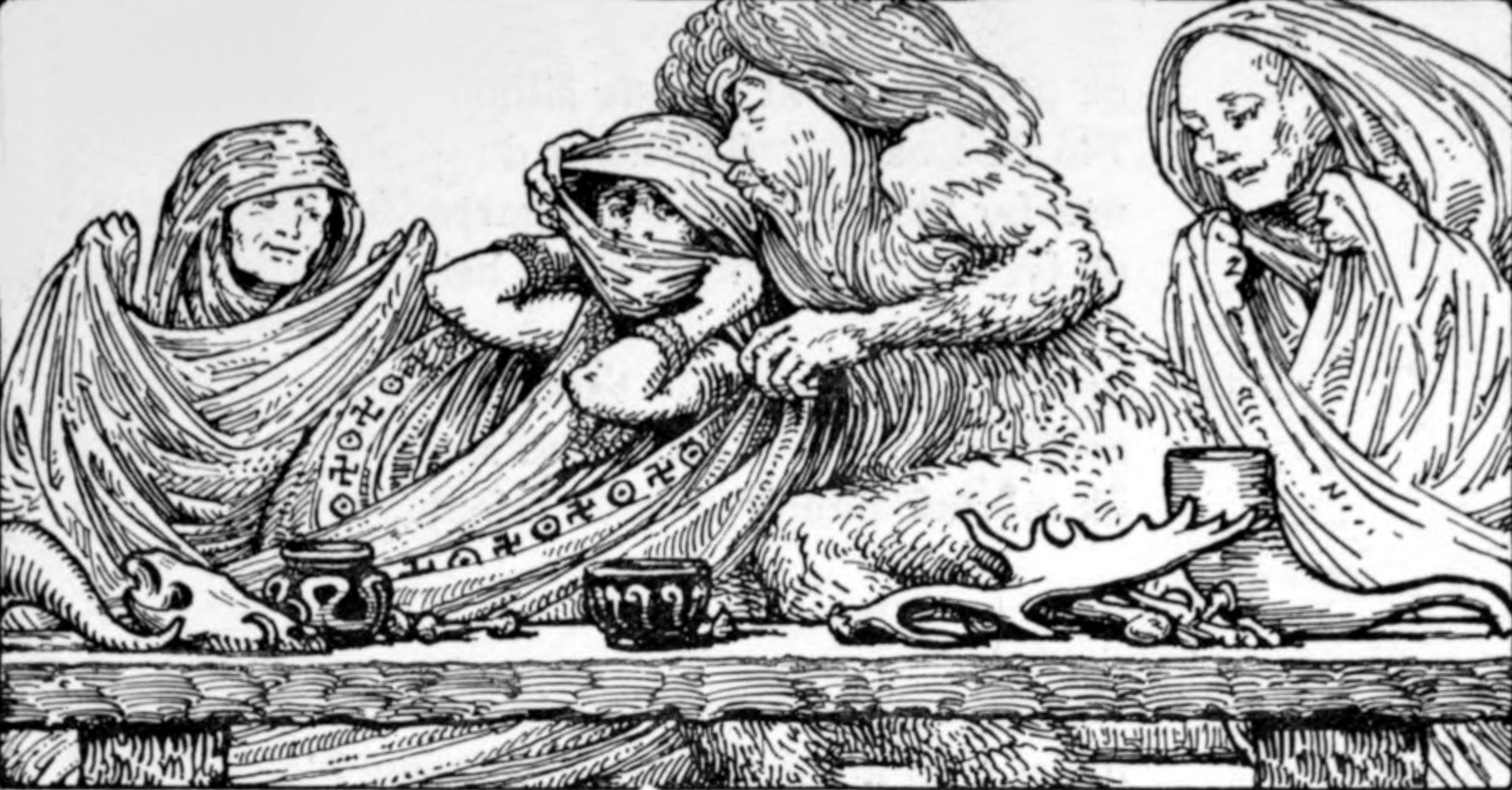
A recepção de casamento de Þrymr, em ilustração do Þrymskviða

Na mitologia nórdica, Þrymr (ou Thrymr, Thrym) foi um rei dos gigantes de Gelo que roubou Mjölnir, o martelo de Thor, a fim de extorquir os deuses para tornar Freia sua esposa. Seu reino era chamado Jotunheim, mas de acordo com o Hversu Noregr byggdist, era a província sueca de Varmlândia.
Seu plano não funcionou devido ao conhecimento de Heimdall, a astúcia de Loki e a violência de Thor. Este, filho de Odin, posteriormente matou Þrymr, sua irmã, e todos os seus parentes gigantes que estavam presentes na recepção do casamento. O poema Þrymskviða detalha como Thor recuperou seu martelo. Bergfinnr é filho de Þrymr, o gigante de Varmlândia.